# Grand Prix de Roncolevà
Le Grand Prix de Roncolevà (en italien : Gran Premio di Roncolevà) est une course cycliste italienne disputée au mois de juin à Roncolevà, frazione de la commune de Trevenzuolo en Vénétie. Créée en 1958, l'épreuve est inscrite au calendrier de la Fédération cycliste italienne en catégorie 1.19.
L'édition 2020 est annulée en raison de la pandémie de Covid-19.

## Palmarès
| Année | Vainqueur                    | Deuxième              | Troisième               |
| ----- | ---------------------------- | --------------------- | ----------------------- |
| 1958  | Bruno Brasolin               |                       |                         |
| 1959  | Giancarlo Ceola              |                       |                         |
| 1960  | Franco Pizzini               |                       |                         |
| 1961  | Silvano Consolati            |                       |                         |
| 1962  | Luigi Zantedeschi            | Vincenzo Mantovani    | Silvino Cavagna         |
| 1963  | Sergio Micheletti            |                       |                         |
| 1964  | Carlo Cavazzana              |                       |                         |
| 1965  | Renzo Costanzi               |                       |                         |
| 1966  | Enzo Zanchi                  |                       |                         |
| 1967  | Vittorio Scremin             |                       |                         |
| 1968  | Aldo Balasso                 |                       |                         |
| 1969  | Bruno Cherubini              |                       |                         |
| 1970  | Bruno Papaveri               |                       |                         |
| 1971  | Luciano Rossignoli           |                       |                         |
| 1972  | Marino Conton                |                       |                         |
| 1973  | Dino Porrini                 |                       |                         |
| 1974  | Dino Porrini                 |                       |                         |
| 1975  | Bruno Ruggenini              |                       |                         |
| 1976  | Sante Fossato                |                       |                         |
| 1977  | Walter Dusi                  | Antonio Bevilacqua    | Ettore Manenti          |
| 1978  | Renato Scolaro               |                       |                         |
| 1979  | Silvio Incerti               |                       |                         |
| 1980  | Carlo Bertaboni              |                       |                         |
| 1981  | Andrea Polo                  |                       |                         |
| 1982  | Giuliano Donatoni            |                       |                         |
| 1983  | Marco Scandiuzzi             |                       |                         |
| 1984  | Ivo Gobbi                    |                       |                         |
| 1985  | Antonio Zanini               |                       |                         |
| 1986  | Fortunato Salvador           |                       |                         |
| 1987  | Giovanni Strazzer            |                       |                         |
| 1988  | Roberto Dal Sie              |                       |                         |
| 1989  | Fabio Baldato                |                       |                         |
| 1990  | Massimo Strazzer             |                       |                         |
| 1991  | Rodolfo Ongarato             |                       |                         |
| 1992  | Franco Roat                  |                       |                         |
| 1993  | Luigi Simion                 |                       |                         |
| 1994  | Maurizio Tomi                |                       |                         |
| 1995  | Alessandro Bacciocchini (it) |                       |                         |
| 1996  | Alessio Cancellier           |                       | Nicola Chesini          |
| 1997  | Michele Sartor               |                       |                         |
| 1998  | Simone Cadamuro              | Miguel Ángel Meza     | Denis Bertolini         |
| 1999  | Aleksandar Nikačević         |                       |                         |
| 2000  | Simon Gerrans                |                       |                         |
| 2001  | Daniele Pietropolli          |                       |                         |
| 2002  | Elia Rigotto                 |                       |                         |
| 2003  | Nicola Scattolin             |                       |                         |
| 2004  | Luca Amoriello               | Mattia Gavazzi        | Davide Tortella         |
| 2005  | Roberto Ferrari              | Jonathan Clarke       | Carlo Corrà             |
| 2006  | Oscar Gatto                  | Federico Masiero      | Manuel Belletti         |
| 2007  | Francesco Kanda              | Alessandro Bernardini | Jacopo Guarnieri        |
| 2008  | Rafael Andriato              | Matteo Pelucchi       | Michele Merlo           |
| 2009  | Gideoni Monteiro             | Eugert Zhupa          | Gianpolo Biolo          |
| 2010  | Andrea Guardini              | Andrea Peron          | Edoardo Costanzi        |
| 2011  | Filippo Fortin               | Daniele Aldegheri     | Cristian Guidolin       |
| 2012  | Alessandro Forner            | Andrea Peron          | Sebastiano Dal Cappello |
| 2013  | Daniele Cavasin              | Stefano Perego        | Nicolò Rocchi           |
| 2014  | Simone Consonni              | Federico Zurlo        | Niko Colonna            |
| 2015  | Marco Gaggia                 | Andrea Cordioli       | Francesco Rosa          |
| 2016  | Marco Gaggia                 | Martin Otoničar       | Michael Bresciani       |
| 2017  | Giovanni Lonardi             | Ahmed Galdoune        | Luca Terzo              |
| 2018  | Marco Borgo                  | Cristian Rocchetta    | Nicolò Rocchi           |
| 2019  | Leonardo Marchiori           | Mattia Taborra        | Stefano Gandin          |
| 2020  | annulé                       | annulé                | annulé                  |
| 2021  | Matteo Pongiluppi            | Michael Minali        | Alessio Portello        |
| 2022  | Lorenzo Cataldo              | Michael Minali        | Michael Zecchin         |
| 2023  | Giovanni Cuccarolo           | Simone Buda           | Lorenzo Cataldo         |
| 2024  | Michael Cattani              | Matteo Fiorin         | Alessio Menghini        |
| 2025  | Christian Fantini            | Riccardo Fabbro       | Riccardo Biondani       |